# Satz von Young (Mengenlehre)
Der Satz von Young, benannt nach William Henry Young, ist eine Aussage aus der deskriptiven Mengenlehre und der Theorie der Funktionen einer reellen Veränderlichen, die die Menge der Unstetigkeitsstellen einer Funktionen beschreibt.
Mit Hilfe des Satzes von Young und des Satzes von Baire lässt sich beispielsweise zeigen, dass es keine Funktion geben kann, die an allen irrationalen Stellen unstetig und an allen rationalen Stellen stetig ist.

## Formulierung des Satzes
Die Menge der Unstetigkeitsstellen einer Funktion {\displaystyle f\colon \mathbb {R} \rightarrow \mathbb {R} } ist eine Fσ-Menge, also eine abzählbare Vereinigung abgeschlossener Mengen, die Menge der Stetigkeitsstellen dagegen eine Gδ-Menge, also ein abzählbarer Durchschnitt offener Mengen.
Man kann auch beweisen, dass es für jede {\displaystyle F_{\sigma }}-Menge {\displaystyle {\mathcal {A}}} eine Funktion gibt,  so dass {\displaystyle {\mathcal {A}}} die Menge ihrer Unstetigkeitstellen ist.

## Beispiel
Die Thomaesche Funktion
{\displaystyle r(x)={\begin{cases}{\frac {1}{q}},&x\in \mathbb {Q} ,\ q=\min\{n:n\in \mathbb {N} ,\ nx\in \mathbb {Z} \}\\0,&x\in \mathbb {R} \setminus \mathbb {Q} ,\end{cases}}}
die jeder rationalen Zahl den Stammbruch mit demselben Nenner zuordnet und irrationale Zahlen auf 0 abbildet, ist an allen rationalen Stellen unstetig und an allen irrationalen Stellen stetig. Die Menge der rationalen Punkte {\displaystyle \mathbb {Q} } ist als eine abzählbare Vereinigung von abgeschlossenen (nämlich einpunktigen) Mengen eine {\displaystyle F_{\sigma }}-Menge:
{\displaystyle \mathbb {Q} =\bigcup _{x\in \mathbb {Q} }\left\{x\right\}}

## Beweis
Siehe:  Beweis des Satzes von Young im Beweisarchiv